# Nuoto ai Giochi della XIV Olimpiade - 100 metri dorso maschili
La competizione 100 metri dorso maschili di nuoto dei Giochi della XIV Olimpiade si è svolta nei giorni dal 4 al 6 agosto 1948 alla Empire Pool a Londra.

## Risultati

### Batterie
Si sono disputate il 4 agosto. I primi due di ogni serie e i quattro migliori esclusi alle semifinali.
| Pos. | Atleta             | Nazione     | Tempo  |
| ---- | ------------------ | ----------- | ------ |
| 1    | Jacobus Wiid       | Sudafrica   | 1'08"5 |
| 2    | Cornelius Kievit   | Paesi Bassi | 1'10"8 |
| 3    | José Vegazzi       | Argentina   | 1'13"8 |
| 4    | Francisco Calamita | Spagna      | 1'14"2 |
| 5    | Eric Jubb          | Canada      | 1'14"3 |
| 6    | Per-Olof Olsson    | Svezia      | 1'14"6 |
| 7    | Khamlillal Shah    | India       | 1'19"9 |

| Pos. | Atleta             | Nazione        | Tempo  |
| ---- | ------------------ | -------------- | ------ |
| 1    | Bruce Bourke       | Australia      | 1'11"3 |
| 2    | Ilo da Fonseca     | Brasile        | 1'11"9 |
| 3    | Jiří Kovář         | Cecoslovacchia | 1'12"9 |
| 4    | Carlos Noriega     | Uruguay        | 1'15"0 |
| 5    | Martin Lundén      | Svezia         | 1'15"6 |
| 6    | Tonatiuh Gutiérrez | Messico        | 1'15"6 |
| 7    | Jaffar Ali Shah    | Pakistan       | 1'30"2 |

| Pos. | Atleta                | Nazione       | Tempo  |
| ---- | --------------------- | ------------- | ------ |
| 1    | John Brockway         | Gran Bretagna | 1'09"2 |
| 2    | Mario Chávez          | Argentina     | 1'09"7 |
| 3    | Clemente Mejía        | Messico       | 1'09"8 |
| 4    | Lucien Zins           | Francia       | 1'10"9 |
| 5    | Mário Simas           | Portogallo    | 1'12"8 |
| 6    | Fritz Zwazl           | Austria       | 1'13"5 |
| 7    | Nikolaos Melanofeidīs | Grecia        | 1'22"0 |

| Pos. | Atleta         | Nazione       | Tempo  |
| ---- | -------------- | ------------- | ------ |
| 1    | Allen Stack    | Stati Uniti   | 1'06"6 |
| 2    | Albert Kinnear | Gran Bretagna | 1'09"7 |
| 3    | Paulo Silva    | Brasile       | 1'10"0 |
| 4    | Thomas Summers | Gran Bretagna | 1'11"2 |
| 5    | Gyula Válent   | Ungheria      | 1'11"8 |
| 6    | Manuel Guerra  | Spagna        | 1'14"8 |
| 7    | Prahtip Mitra  | India         | 1'24"5 |

| Pos. | Atleta               | Nazione     | Tempo  |
| ---- | -------------------- | ----------- | ------ |
| 1    | Robert Cowell        | Stati Uniti | 1'06"9 |
| 2    | René Pirolley        | Francia     | 1'11"4 |
| 3    | Donald Shanks        | Bermuda     | 1'17"1 |
| 4    | Dorri El-Said        | Egitto      | 1'19"0 |
| 5    | Guðmundur Ingólfsson | Islanda     | 1'19"4 |

| Pos. | Atleta               | Nazione     | Tempo  |
| ---- | -------------------- | ----------- | ------ |
| 1    | Georges Vallerey Jr. | Francia     | 1'07"4 |
| 2    | Howard Patterson     | Stati Uniti | 1'09"3 |
| 3    | Helio Silva          | Brasile     | 1'10"5 |
| 4    | Federico Neumayer    | Argentina   | 1'11"8 |
| 5    | Peter Mingie         | Canada      | 1'13"2 |
| 6    | Hans Blumer          | Svizzera    | 1'18"5 |

### Semifinali
Si sono disputate il 5 agosto. I primi tre di ogni serie e i due migliori esclusi in finale.
| Pos. | Atleta               | Nazione       | Tempo  |
| ---- | -------------------- | ------------- | ------ |
| 1    | Allen Stack          | Stati Uniti   | 1'07"3 |
| 2    | Georges Vallerey Jr. | Francia       | 1'08"3 |
| 3    | John Brockway        | Gran Bretagna | 1'09"1 |
| 4    | Clemente Mejía       | Messico       | 1'09"6 |
| 5    | Mario Chávez         | Argentina     | 1'09"8 |
| 6    | Paulo Silva          | Brasile       | 1'09"8 |
| 7    | Cornelius Kievit     | Paesi Bassi   | 1'11"3 |
| 8    | Bruce Bourke         | Australia     | 1'11"4 |

| Pos. | Atleta           | Nazione       | Tempo  |
| ---- | ---------------- | ------------- | ------ |
| 1    | Robert Cowell    | Stati Uniti   | 1'08"5 |
| 2    | Albert Kinnear   | Gran Bretagna | 1'09"2 |
| 3    | Jacobus Wiid     | Sudafrica     | 1'09"2 |
| 4    | Howard Patterson | Stati Uniti   | 1'09"9 |
| 5    | Helio Silva      | Brasile       | 1'10"1 |
| 6    | Lucien Zins      | Francia       | 1'11"5 |
| 7    | Ilo da Fonseca   | Brasile       | 1'11"6 |
| 8    | René Pirolley    | Francia       | 1'12"9 |

### Finale
Si è disputata il 6 agosto. 
| Pos.    | Atleta               | Nazione       | Tempo  |
| ------- | -------------------- | ------------- | ------ |
| Oro     | Allen Stack          | Stati Uniti   | 1'06"4 |
| Argento | Robert Cowell        | Stati Uniti   | 1'06"5 |
| Bronzo  | Georges Vallerey Jr. | Francia       | 1'07"8 |
| 4       | Mario Chávez         | Argentina     | 1'09"0 |
| 4       | Clemente Mejía       | Messico       | 1'09"0 |
| 6       | Jacobus Wiid         | Sudafrica     | 1'09"1 |
| 7       | John Brockway        | Gran Bretagna | 1'09"2 |
| 8       | Albert Kinnear       | Gran Bretagna | 1'09"6 |